# Vlag van Maarkedal
De vlag van Maarkedal werd door de gemeenteraad op 25 juni 1981 officieel vastgesteld als de gemeentelijke vlag van de Oost-Vlaamse gemeente Maarkedal. Op 10 maart 1987 werd hij door het Bestuur van Vlaanderen bevestigd en uiteindelijk gepubliceerd op 3 december 1987 in het officiële Belgisch Staatsblad.
Officieel wordt de vlag beschreven als:
Drie even hoge banen van zwart, van geel en van groen, met een rode keper over alles heen.
Op de vlag zijn de kleuren van de strepen afkomstig van het huidige wapen van Maarkedal, terwijl de keper is overgenomen van het voormalige wapen van Schorisse.

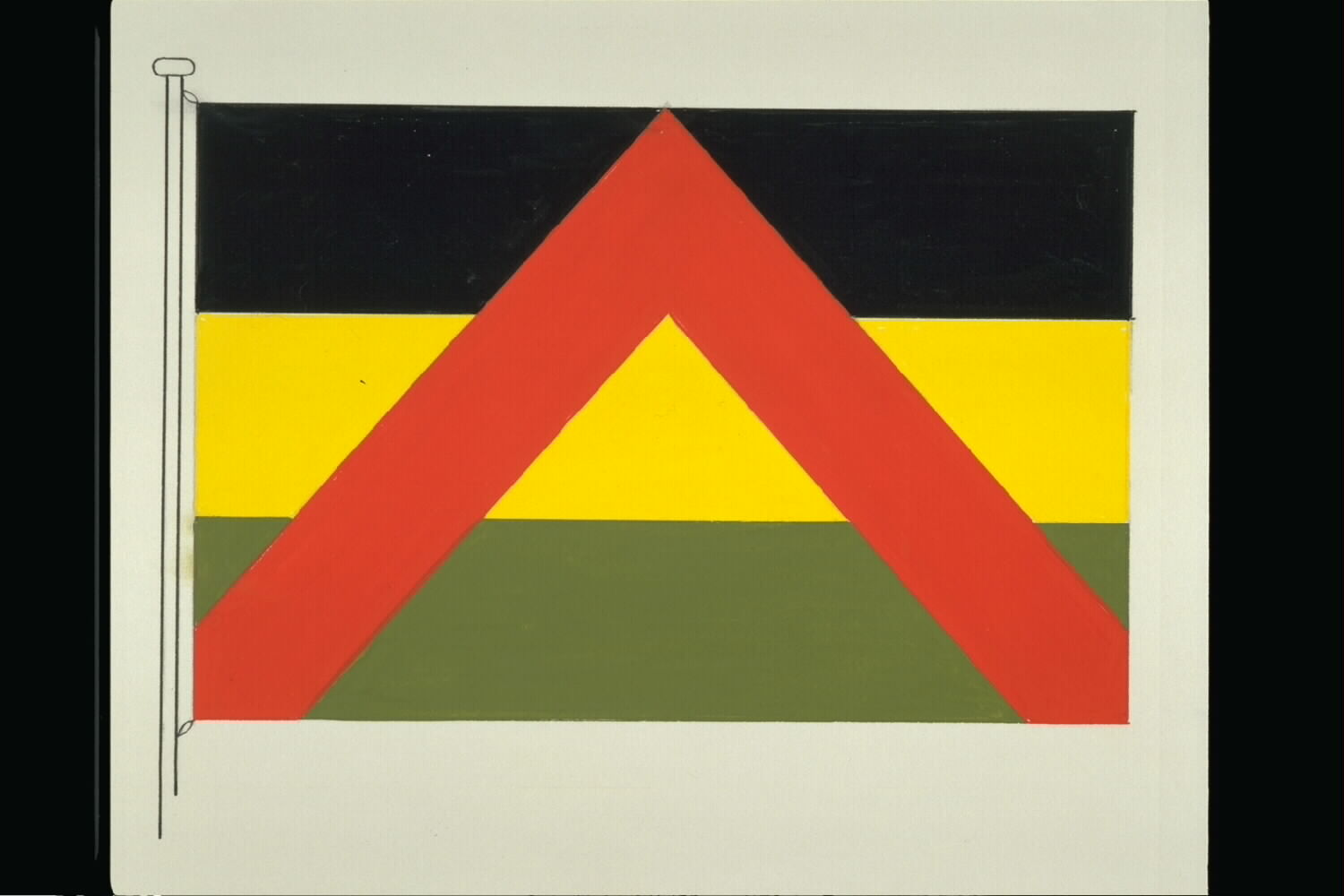
Officiële tekening van de vlag
Voormalige wapen van Schorisse.